# Molophilus (Molophilus) abruptus abruptus
Molophilus (Molophilus) abruptus abruptus is een ondersoort van de tweevleugelige Molophilus (Molophilus) abruptus uit de familie steltmuggen (Limoniidae). De ondersoort komt voor in het Australaziatisch gebied.